# Klinopád obecný
Klinopád obecný (Clinopodium vulgare) je vytrvalá, do půl metru vysoká, planě rostoucí rostlina s dlouze chlupatou lodyhou, která vykvétá v letních měsících růžovými až světle fialovými květy. Tato bylina je v české přírodě původní druh a je jediným zástupcem rodu klinopád na českém území.

## Rozšíření
Rostlina má původní areál poměrně rozsáhlý, rozkládá se od Britských ostrovů a střední Skandinávie na severu po africkou stranu Středomoří na jihu, východním směrem zasahuje přes celou Evropu na Kavkaz, do jihozápadní Asii a západní Sibiře. Dále byla zavlečena do Severní Ameriky, kde se hojně rozšířila na jihu Kanady a po velké části území Spojených států.
V České republice roste hojně v teplejších oblastech, ve vyšších polohách pak spíše roztroušeně a také méně se vyskytuje v oblastech intenzivně zemědělsky využívaných.

## Ekologie
Hemikryptofyt rostoucí na sušších, mělčích i hlubokých půdách, které mohou být slabě kyselé či zásadité, na živiny ale bohaté a dobře odvodněné. Vyskytují se v suchých trávnících, bylinných lemech světlých listnatých lesů, na pasekách v doubravách, bučinách i dubohabřinách, ve výslunných křovinatých stráních a kamenitých pastvinách i podél silničních a železničních komunikací. Roste i na neobdělávaných polích nebo rumoviskách, kde preferuje bazické podloží. Fenologické optimum kvetení je od července do srpna a semena dozrávají v srpnu a září. Ploidie druhu je 2n = 20.
Je hojným druhem hlavně v termofytiku, frekvence výskytu je však menší na intenzivně zemědělsky využívané půdě. Ve vyšších polohách mezofytika roste roztroušeně a často jen na bazických substrátech. V nižších polohách oreofytika je již vzácný. V české krajině je znám jeho nejvyšší výskyt v 950 m n. m. v Krušných horách a v 940 m na Šumavě.

## Popis
Vytrvalá bylina s přímou či vystoupavou lodyhou dlouhou nejčastěji od 15 do 50 cm, vyrůstající z dřevnatějícího oddenku s tenkými dlouhými kořeny. Lodyha se jen málo větví, je podélně hranatá a porostlá dlouhými bělavými chlupy. Listy jsou celistvé a vyrůstají vstřícně (křižmostojně, jsou pootočené o 90°), mají kratičký řapík, jejich čepel je vejčitá, 35 až 45 mm dlouhá a 15 až 25 mm široká, na bázi krátce sbíhavá či uťatá, na vrcholu tupě špičatá, po okraji mělce zubatá a oboustranné dlouze chlupatá. Po rozemnutí jsou listy slabě aromatické. Palisty klinopád obecný nemá.
Květy jsou nahloučené po deseti až patnácti ve vrcholových a případně v dalších dvou, navzájem oddálených, lichopřeslenech. Oboupohlavné květy, porostlé dlouhými bílými chlupy, vyrůstají na krátkých stopkách z úžlabí vejčitých listenů podobným listům, dlouhé listence jsou šídlovité. Kalich dlouhý asi 10 mm je dvoupyský, zelený nebo fialově naběhlý, na bázi není vydutý, trubku má mírně prohnutou, horní pysk je třícípý, dolní pysk dvoucípý a delší než horní. Koruna je dvoupyská, asi 15 mm dlouhá, má rovnou trubku růžově fialovou, světle fialovou či purpurovou, vzácně bílou, horní pysk má celistvý a na vrcholu mělce vykrojený, dolní třílaločný pysk je delší horního, laloky jsou čárkovité, stejně velké. V květu jsou čtyři tyčinky (dvě přední jsou delší než zadní) s eliptickými prašníky, semeník vzniklý srůstem dvou plodolistů a dvouramenná čnělka. Podsemeníkový žláznatý val produkující nektar má čtyři slabě zřetelné laloky. Opylování zajišťuje hmyz, hlavně včely, motýli a čmeláci, přilétající pro pyl a nektar.

## Rozmnožování
Rostliny mohou na stanovištích s dostatkem živin vytvářet jednodruhové kolonie rozrůstáním nedlouhých oddenků. Při množení semeny se tato vysévají na konci léta velmi plytce do studeného pařeniště, kde při teplotě okolo 20 °C vyklíčí do dvou týdnů. Koncem jara následného roku se vzrostlé semenáče mohou sázet na trvalá stanoviště. Semena se také mohou vysévat z jara na záhon a po vyklíčení se vyjednotí.

## Význam
Klinopád obecný býval v lidové medicíně užíván jako léčivá bylina a měl svou roli i v kuchyni. Z čerstvých i sušených listů se může připravit osvěžující čaj, který navíc pozitivně ovlivňuje trávení a má rovněž antibakteriální účinky. Mladé listy mohou být voňavou součásti letního zeleninového salátu.